# Evaristo Sgherri
Evaristo Sgherri (Firenze, 12 giugno 1925 – Prato, 22 maggio 2014) è stato un politico e partigiano italiano.

## Biografia
Partigiano e dal dopoguerra dirigente del Partito Comunista, nasce nel quartiere di Brozzi e viene eletto senatore nella VI e VII legislatura.